# Ваге, Мусса
Мусса́ Ваге́ (фр. Moussa Wagué; род. 4 октября 1998, Бигнона, Зигиншор) — сенегальский футболист, защитник кипрского клуба «Анортосис».
Выступал за сборную Сенегала. Участник чемпионата мира 2018 года.

## Клубная карьера
Ваге начал заниматься футболом в известной катарской Академии Аспири. В 2017 году по договору о сотрудничеству между организацией и бельгийским «Эйпеном», Мусса подписал контракт с последним. 21 января в матче против «Генка» он дебютировал в Жюпиле лиге. 18 февраля в поединке против «Кортрейка» Ваге забил свой первый гол за «Эйпен». Летом 2018 года Мусса Ваге перешел в испанскую «Барселону». для получения игровой практики Мусса начал выступать за дублирующую команду. 13 апреля 2019 года в матче против «Уэски» он дебютировал в Ла Лиге.

## Международная карьера
В 2015 году в составе молодёжной сборной Сенегала Ваге принял участие в молодёжном чемпионате мира в Новой Зеландии. На турнире он сыграл в матчах против команд Португалии, Колумбии, Катара, Украины, Узбекистана, Бразилии и Мали. В том же году в составе олимпийской сборной Сенегала Ваге принял участие в домашнем Кубке Африки для игроков не старше 23 лет. На турнире он сыграл в матчах против команд Туниса, Замбии, Нигерии и дважды ЮАР.
23 марта 2017 года в товарищеском матче против сборной Нигерии Ваге дебютировал за сборную Сенегала.
В 2018 году в Ваге принял участие в чемпионате мира в России. На турнире он сыграл в матчах против команд Японии, Польши и Колумбии. В поединке против японцев Мусса забил свой первый гол за национальную команду.
Чемпион Испании 2018\19

### Гол за сборную Сенегала
| # | Дата         | Место                             | Соперник | Счет | Результат | Соревнование        |
| - | ------------ | --------------------------------- | -------- | ---- | --------- | ------------------- |
| 1 | 24 июня 2018 | Центральный, Екатеринбург, Россия | Япония   | 2:1  | 2:2       | Чемпионат мира 2018 |

## Достижения
«Барселона»
- Обладатель Кубка Испании: 2018/19

ПАОК
- Обладатель Кубка Греции: 2020/21

Сборная Сенегала
- Финалист Кубка африканских наций: 2019[21]